# 雅典路

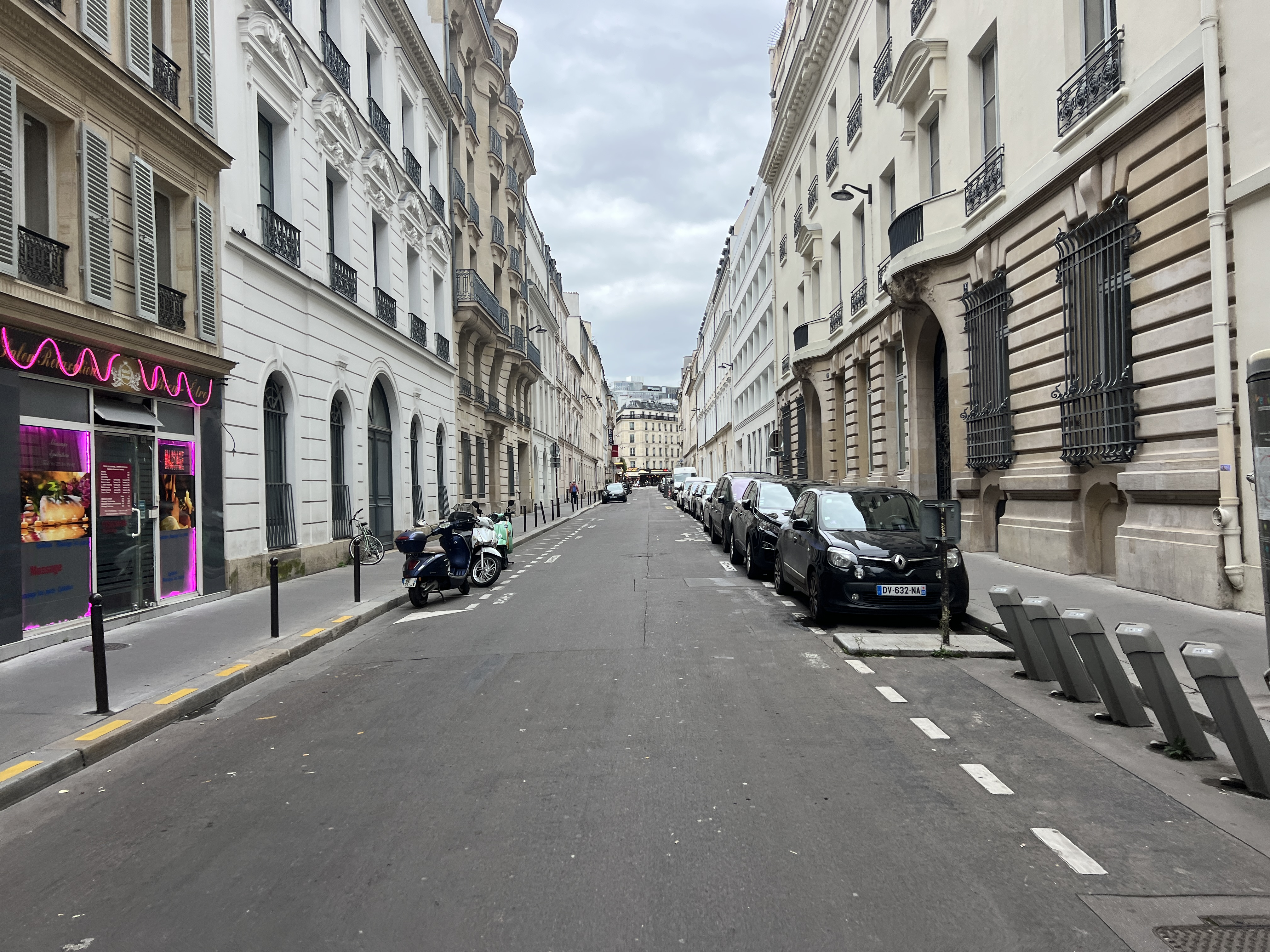
雅典路（2024年9月）

雅典路（Rue d'Athènes）是巴黎第九区的一条街道，属于欧洲区的一部分。始于克里希路19号，止于伦敦路38号及阿姆斯特丹路38号。长211米，宽12米。

## 名称
雅典路得名于希腊首都雅典.

## 历史
雅典路开辟于1826年。原名Rue de Tivoli。1881年改为现名。 

## 建筑

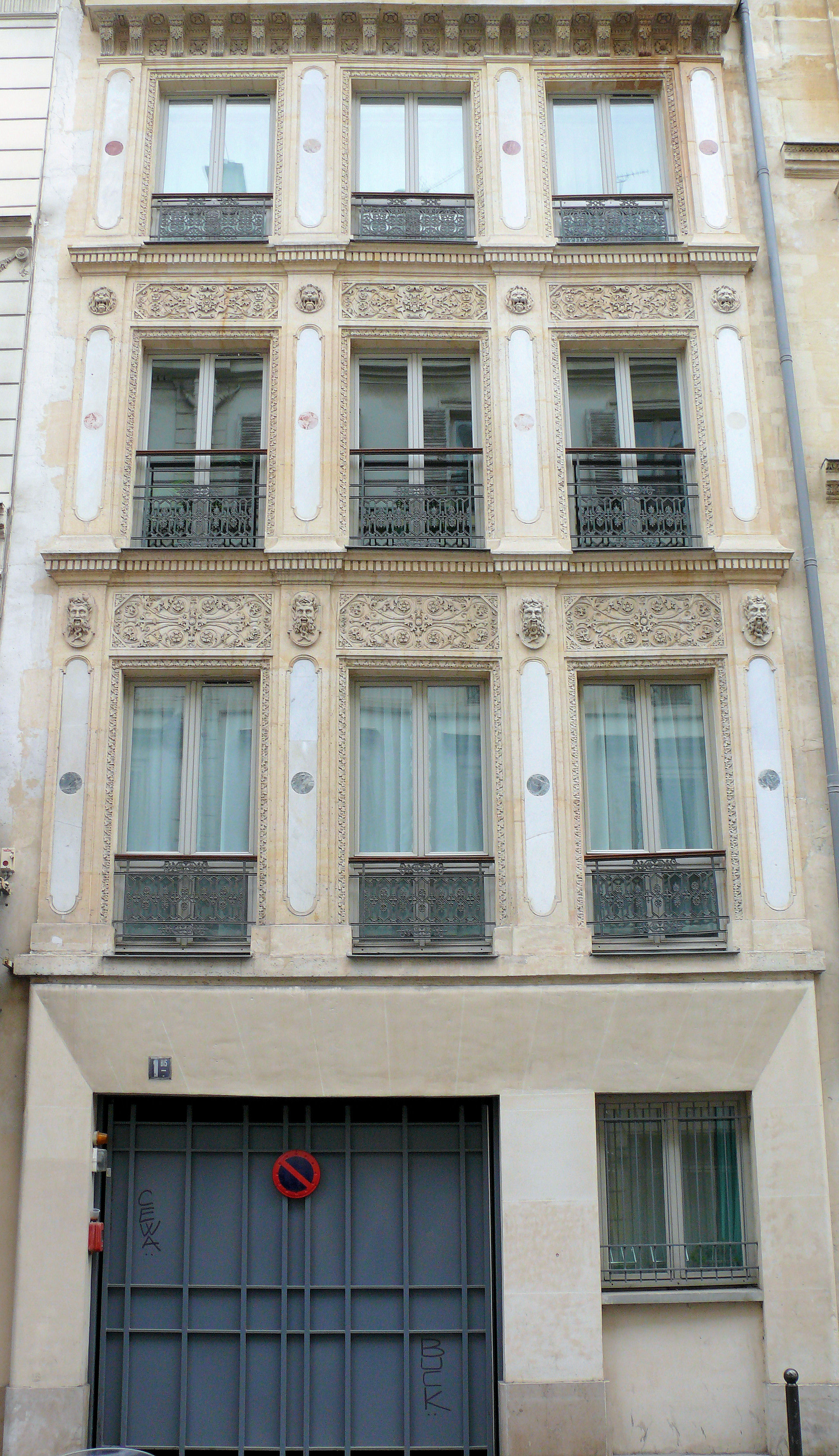
1-1号，1977年列为法国历史遗迹
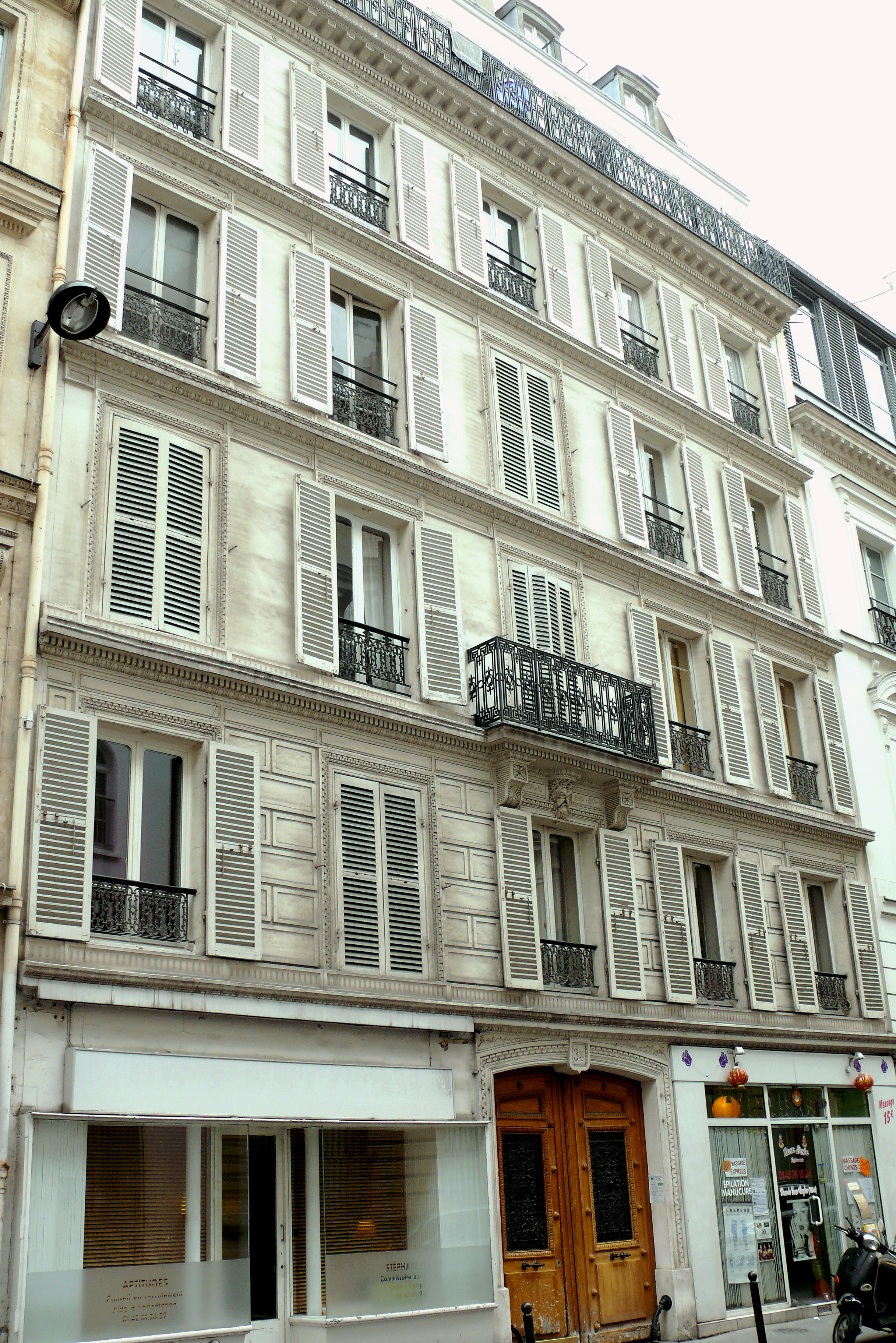
3-1号，1977年列为法国历史遗迹[3].
- 6号[4].
- 8号[5].
- 20号
- 22号[6].

- 1-1号
- 3-1号